# Liste der Biografien/Eib
Liste der Biografien |
Portal Biografien |
Personensuche
# |
A |
B |
C |
D |
E |
F |
G |
H |
I |
J |
K |
L |
M |
N |
O |
P |
Q |
R |
S |
T |
U |
V |
W |
X |
Y |
Z |
?
 
Ea |
Eb |
Ec |
Ed |
Ee |
Ef |
Eg |
Eh |
Ei |
Ej |
Ek |
El |
Em |
En |
Eo |
Ep |
Eq |
Er |
Es |
Et |
Eu |
Ev |
Ew |
Ex |
Ey |
Ez
 
Eia |
Eib |
Eic |
Eid |
Eie |
Eif |
Eig |
Eih |
Eij |
Eik |
Eil |
Eim |
Ein |
Eip |
Eir |
Eis |
Eit |
Eiv |
Eix |
Eiy |
Eiz
Die Liste der Biografien führt alle Personen auf, die in der deutschsprachigen Wikipedia einen Artikel haben. Dieses ist eine Teilliste mit 70 Einträgen von Personen, deren Namen mit den Buchstaben „Eib“ beginnt.

## Eib

### Eiba
- Eiba, Wolfgang (1871–1927), Benediktinermönch und Abt des Klosters Plankstetten
- Eibach, Joachim (* 1960), deutscher Historiker
- Eibach, Johann (1859–1936), deutscher Politiker, Landtagsabgeordneter im Großherzogtum Hessen
- Eibach, Ludwig (1810–1868), deutscher evangelischer Theologe und Kirchenrat
- Eibach, Rudolf (1841–1923), deutscher evangelischer Theologe und Kirchenrat
- Eibach, Ulrich (* 1942), deutscher Theologe (evangelisch) und Bioethiker
- Eiban, Alexander (* 1994), deutscher Fußballspieler

### Eibe
- Eibe, Thyra (1866–1955), dänische Mathematikhistorikerin
- Eibegger, Markus (* 1984), österreichischer Radrennfahrer
- Eibegger, Max (1901–1969), österreichischer Politiker (SPÖ), Abgeordneter zum Nationalrat
- Eibel Erzberg, Stephan (* 1953), österreichischer Schriftsteller
- Eibel, Franz (1904–1934), österreichischer katholischer Geistlicher und NS-Opfer
- Eibel, Johann (1883–1966), österreichischer Gewichtheber
- Eibel, Robert (1906–1986), Schweizer PR-Fachmann und Politiker
- Eibel, Rudolf (* 1942), österreichischer Basketballspieler und -trainer
- Eibelshäuser, Manfred (* 1954), deutscher Ökonom
- Eiben, Florian (* 1982), deutscher Politiker (SPD)
- Eiben, Henrik (* 1975), deutscher Zeichner, Maler und Bildhauer
- Eiben, István (1902–1958), ungarischer Kameramann
- Eiben, Manfred (* 1953), deutscher Fußballtorhüter
- Eiben, Reinhard (* 1951), deutscher Kanute
- Eibenschütz, Albert Maria (1857–1922), Pianist und Komponist
- Eibenschütz, Camilla (1884–1958), deutsche Theaterschauspielerin
- Eibenschütz, Ilona (1871–1967), österreichische Pianistin
- Eibenschütz, José (1872–1952), deutscher Dirigent
- Eibenschütz, Lia (1899–1985), deutsche Schauspielerin
- Eibenschütz, Riza (1870–1947), österreichische Opernsängerin in den Stimmlagen Sopran und Alt
- Eibenschütz, Siegmund (1856–1922), österreichischer Dirigent
- Eibenstein, Rudolf (1894–1984), deutscher Offizier in der Luftwaffe der Wehrmacht
- Eibensteiner, Herbert (* 1963), österreichischer Manager
- Eibensteiner, Johann (1898–1956), österreichischer Politiker (SPÖ), Landtagsabgeordneter, Mitglied des Bundesrates
- Eiber, Heinrich (1915–2005), deutscher Landwirt und Politiker (CSU)
- Eiber, Ludwig (* 1945), deutscher Historiker
- Eiber, Volker (* 1962), deutscher Badmintonspieler
- Eiberg, Valdemar (1892–1965), dänischer Jazzmusiker
- Eiberger, Max (1908–1994), deutscher Fußballspieler
- Eiberle, Edeltraud (* 1936), deutsche Leichtathletin
- Eiberle, Fritz (1904–1987), deutscher Fußballspieler
- Eiberle, Kurt (1930–1993), Schweizer Forstingenieur
- Eibes, Carl (1899–1967), deutscher Wirtschaftswissenschaftler und Unternehmer
- Eibes, Gregor (* 1960), deutscher Kommunalpolitiker
- Eibes, Valentin (1897–1964), deutscher Politiker der NSDAP
- Eibeschütz, Wolf Benjamin (1740–1806), deutscher Kabbalist, Abenteurer, Stifter und Hoffaktor

### Eibi
- Eibicht, Rolf-Josef (* 1951), deutscher Publizist aus dem rechtsextremen Spektrum
- Eibinger, Matthias (* 1993), österreichischer Pokerspieler
- Eibinger-Miedl, Barbara (* 1980), österreichische Politikerin (ÖVP), LandesrätinBarbara Eibinger-Miedl (* 1980)

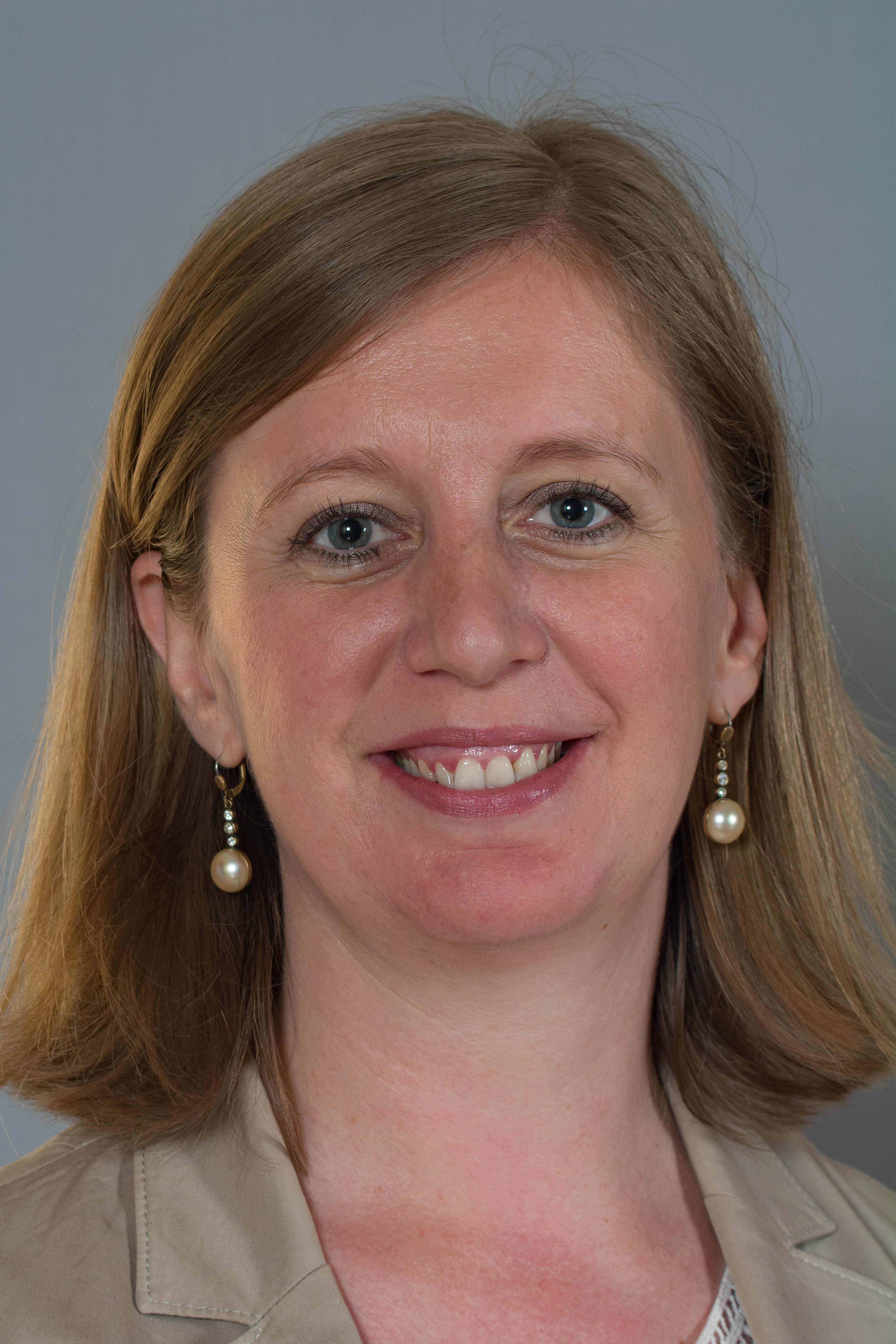
Barbara Eibinger-Miedl (* 1980)

- Eibisch, Eugeniusz (1896–1987), polnischer Maler und Hochschullehrer
- Eibisch, Sascha (* 1978), deutscher Musiker, Schauspieler, Autor, Musikproduzent und Künstlermanager

### Eibl
- Eibl, Albert C. (* 1990), deutscher Germanist und Verleger
- Eibl, Erich (* 1945), österreichischer Karikaturist
- Eibl, Hans (1936–2019), österreichischer Komponist und Dirigent
- Eibl, Josef (1936–2018), deutscher Bauingenieur
- Eibl, Karl (1891–1943), österreichisch-deutscher Offizier, zuletzt General der Infanterie und Befehlshaber mehrerer Verbände im Ersten und Zweiten Weltkrieg
- Eibl, Karl (1940–2014), deutscher Germanist
- Eibl, Ludwig (1842–1918), österreichischer Stilllebenmaler und Bildhauer
- Eibl, Manfred (* 1960), deutscher Politiker (Freie Wähler), MdL
- Eibl, Martha (1931–2023), ungarisch-österreichische Immunologin
- Eibl, Richard (* 1995), deutscher Unternehmer, Jurist und Autor
- Eibl, Ronja (* 1999), deutsche Mountainbikerin
- Eibl, Sepp (1934–2023), deutscher Volksmusiker, Komponist, Musikverleger und Filmemacher
- Eibl, Wolfgang (* 1953), österreichischer Fotograf, Maler und Schriftsteller
- Eibl-Eibesfeldt, Irenäus (1928–2018), österreichischer Zoologe, Evolutionsbiologe, Verhaltensforscher und Gründer des Fachs HumanethologieIrenäus Eibl-Eibesfeldt (1928–2018)

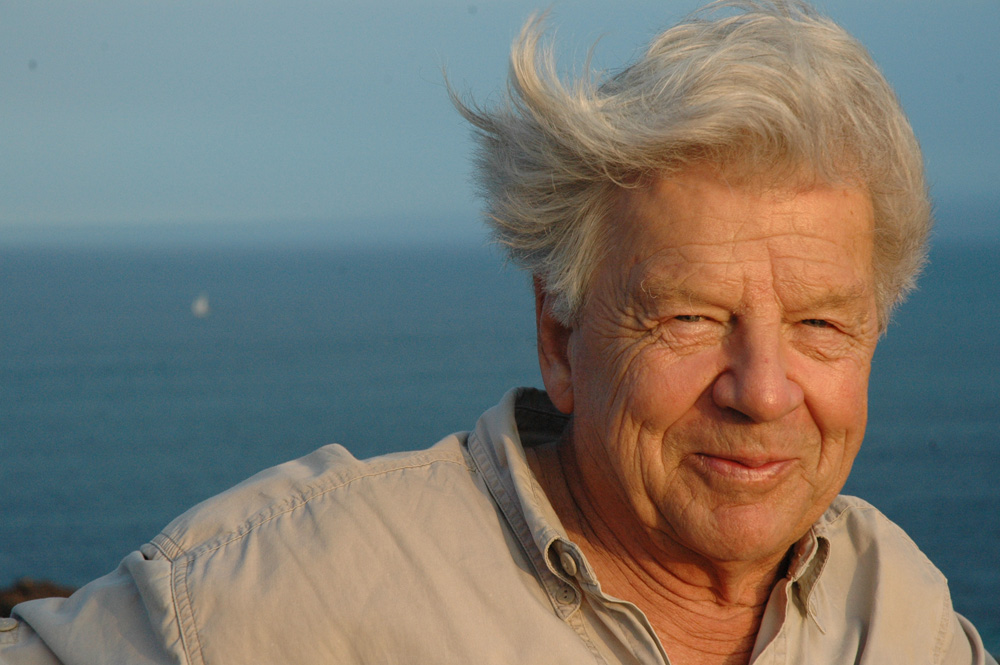
Irenäus Eibl-Eibesfeldt (1928–2018)

- Eiblhuber, Franz (1891–1950), österreichischer katholischer Geistlicher und Landtagsabgeordneter
- Eiblmayr, Hannes (1905–1971), österreichischer Baumeister und Politiker (WdU)
- Eiblmayr, Silvia, deutsch-österreichische Kunsthistorikerin und Kuratorin

### Eibn
- Eibner, Alexander (1862–1935), deutscher Chemiker und Malereitechnologe
- Eibner, Clemens (* 1941), österreichischer Prähistorischer Archäologe
- Eibner, Friedrich (1825–1877), deutscher Maler

### Eibu
- Eibu, Dominic (* 1970), ugandischer Ordensgeistlicher, römisch-katholischer Bischof von Kotido
- Eibuschitz, Simon (1851–1898), russischer Architekt